# Linus Carlstrand
Linus Casper Carlstrand (Göteborg, 31 agosto 2004) è un calciatore svedese, attaccante dell'IFK Göteborg.

## Biografia
È figlio dell'ex calciatore Lars-Gunnar Carlstrand.

## Carriera

### Club
Carlstrand è cresciuto nel settore giovanile dell'IFK Göteborg, con cui ha firmato un contratto professionistico nel maggio del 2022. Ha debuttato in prima squadra poche settimane più tardi, il 27 giugno, nell'incontro di Allsvenskan vinto 2-1 contro il Sirius.
Nella prima parte del 2023 ha giocato con maggior continuità, ma nel mese di agosto è stato ceduto in prestito fino a fine anno all'Utsiktens BK, squadra impegnata nella seconda serie nazionale. Ha segnato il suo primo gol in carriera proprio con questa squadra, il 28 settembre contro l'Örebro.
Nel 2024 si è diviso tra l'IFK Göteborg e, contemporaneamente, il prestito in doppio tesseramento al Västra Frölunda nella quarta serie: questa formula gli ha permesso di essere utilizzabile da entrambe le squadre, a seconda delle necessità. Con la squadra biancoverde ha segnato 9 gol in 12 partite nel campionato di Division 2, con i biancoblù proprietari del suo cartellino invece ha realizzato una rete in 16 presenze nell'Allsvenskan 2024.

### Nazionale
Ha giocato nella nazionale giovanile svedese Under-19.

## Statistiche

### Presenze e reti nei club
Statistiche aggiornate al 21 maggio 2024.
| Stagione        | Squadra         | Campionato      | Campionato | Campionato | Coppe nazionali | Coppe nazionali | Coppe nazionali | Coppe continentali | Coppe continentali | Coppe continentali | Altre coppe | Altre coppe | Altre coppe | Totale | Totale | Totale |
| Stagione        | Squadra         | Comp            | Pres       | Reti       | Comp            | Pres            | Reti            | Comp               | Pres               | Reti               | Comp        | Pres        | Reti        | Pres   | Reti   |        |
| --------------- | --------------- | --------------- | ---------- | ---------- | --------------- | --------------- | --------------- | ------------------ | ------------------ | ------------------ | ----------- | ----------- | ----------- | ------ | ------ | ------ |
| 2022            | IFK Göteborg    | A               | 5          | 0          | CS+CS           | 0               | 0               |                    | -                  | -                  |             | -           | -           | 5      | 0      |        |
| 2023            | IFK Göteborg    | A               | 16         | 0          | CS+CS           | 3+1             | 0               |                    | -                  | -                  |             | -           | -           | 20     | 0      |        |
| 2023            | Utsiktens BK    | S               | 6          | 1          |                 | -               | -               |                    | -                  | -                  |             | -           | -           | 6      | 1      |        |
| 2024            | IFK Göteborg    | A               | 8          | 0          | CS+CS           | 2+0             | 0               |                    | -                  | -                  |             | -           | -           | 10     | 0      |        |
| Totale carriera | Totale carriera | Totale carriera | 35         | 1          |                 | 6               | 0               |                    | -                  | -                  |             | -           | -           | 41     | 1      |        |